# 渡り初め
渡り初め（わたりぞめ）とは、橋や道路などが完成、もしくは開通する際に行う式典、行事。

## 概要
- 日本では、その地域の三世代の家族をはじめ、自治体の関係者などが最初に渡って祝う行為。神式で渡り初めを行う場合は、「手水→修祓→降神→献饌→祝詞奏上→清祓→玉串拝礼→撤饌→昇神→渡り初め」という順序で行うのが一般的。またその渡り初めの行列は、「前導所役、大麻所役、斎主、祭員、伶人、長老夫婦、子夫婦、孫夫婦、主祭者、匠長、匠、参列者」とし、「斎紐」は主祭者が斎鋏で切るのを本義とする[1]。
- 他の国でも行われる例がある。イギリスのテムズ川に掛かるミレニアム・ブリッジが完成した際には、エリザベス2世女王が渡り初めを行っている。
- 渡り初めの行事が終わった後に一般開放されるが、その一番乗り（建設関係者や行事関係者は該当しない）を競うマニアも存在する[2]。
- 広義の意味合いとしてではあるが、鉄道の開業日やICカードの導入日に、関係者や利用者が自動改札機を初めて通過する行為を指す場合もある。